# Botswanas riksvapen
Botswanas riksvapen innehåller tre kugghjul och ett tjurhuvud som är symboler för den framväxande industrin och boskapsskötseln. Jordbrukets betydelse framhävs av durraplantan, och elefantbeten är en symbol för landets fauna. Valet av zebror som sköldhållare är ytterligare ett uttryck för betydelsen av samarbete mellan vita och svarta. Att regnet har stor betydelse framgår av vattensymbolen på skölden och likaså av ordet pula som betyder "regn" men som också kan vara ett hälsningsord och uttrycka välgångsönskningar. Pula är också namnet på Botswanas valuta.